# Acer schneiderianum
Acer schneiderianum là một loài thực vật có hoa trong họ Bồ hòn. Loài này được Pax & K.Hoffm. mô tả khoa học đầu tiên năm 1922.